# International Journal of Robust and Nonlinear Control
International Journal of Robust and Nonlinear Control is een internationaal, aan collegiale toetsing onderworpen wetenschappelijk tijdschrift op het gebied van de regeltechniek. De naam wordt in literatuurverwijzingen meestal afgekort tot Int. J. Robust Nonlin. Het wordt uitgegeven door John Wiley and Sons.